# Calle de Maestre Lope
La calle de Maestre Lope fue una vía pública de la ciudad española de San Sebastián.

## Descripción
La vía, de la que hay constancia en el siglo XVI, habría desaparecido, según Serapio Múgica Zufiria, antes de 1813. Su trazado se corresponde, en parte, con la actual calle de San Juan. La describe en Las calles de San Sebastián (1916) con las siguientes palabras:

Calle de Maestre Lope.—Figura en el padrón de 1566 y en las Ordenanzas de 1630. Según se desprende de la Ordenanza 5.ª de las citadas, debió ser la actual Calle de San Juan, desde la Plazuela de la Alhóndiga hasta la iglesia de San Vicente. En una escritura de 1661, hemos visto que se habla de «una vivienda o bastarda en el sitio o plaza que está en la calle que llaman de Maese Lope y por otros nombres, de Santa Catalina, San Juan o Zurriola». Es posible que fuera también esta misma calle, o parte de ella, la llamada «de los Toneleros.» Debió desaparecer antes de 1813, puesto que no figura en el plano de Ugartemendía.

No tenemos la certeza de quién fuese este Maestre Lope, que sin duda habitó en esta calle, pero nos inclinamos a creer que fuese Maestre Lope de Isturizaga, famoso Maestre cantero que ejecutó varias obras militares de importancia en San Sebastián y Fuenterrabía por los años de 1520 a 1530.
(Múgica Zufiria, 1916, p. 69)